# Pasites humectus
Pasites humectus là một loài Hymenoptera trong họ Apidae. Loài này được Eardley mô tả khoa học năm 1997.